# Punta Levallois

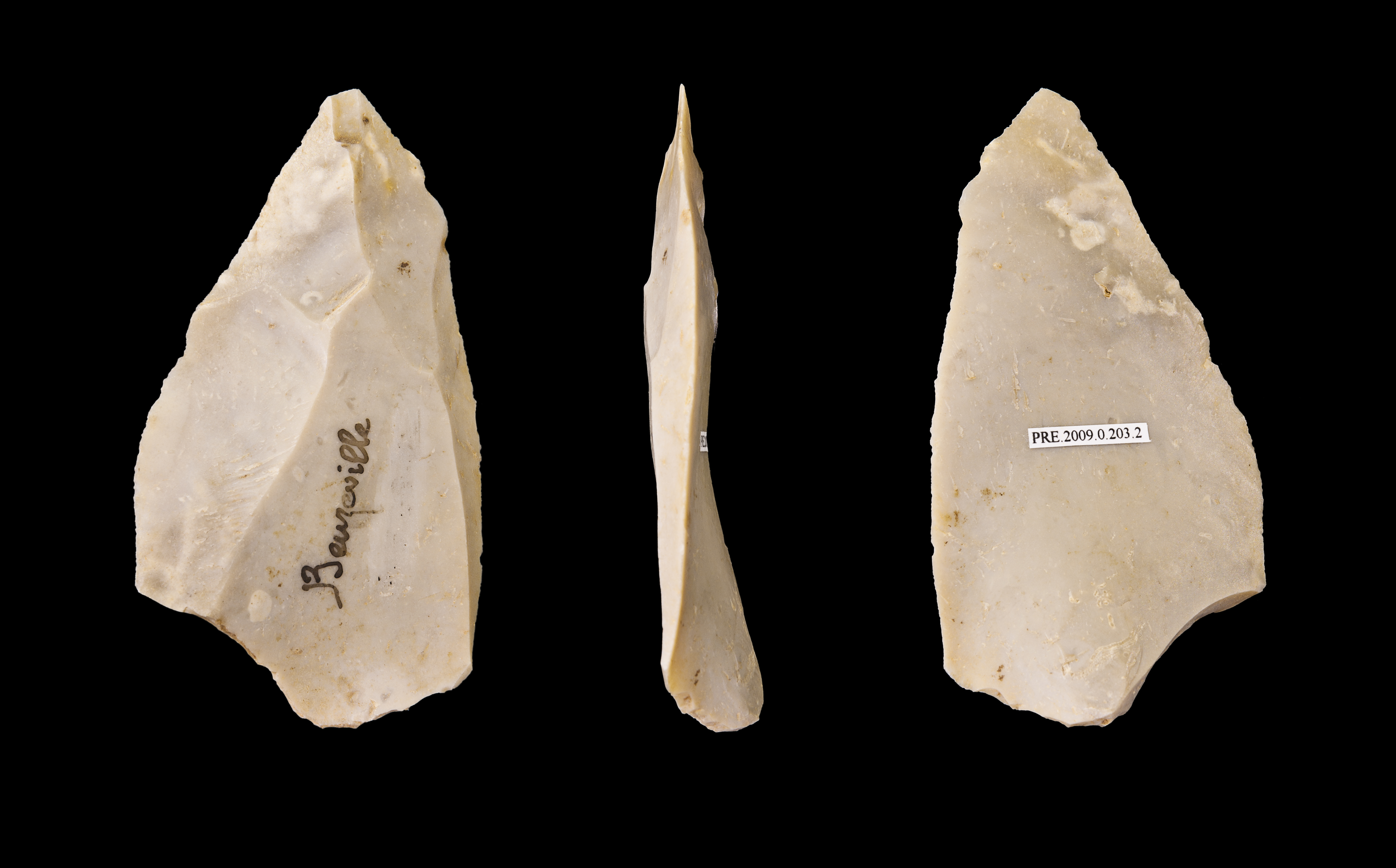
Punta Levallois.

Extracción de una punta Levallois

La punta Levallois es un tipo específico de lasca Levallois  reconocible, en primer lugar, por su morfología triangular, cuidada y bastante regular o simétrica, con el vértice puntiagudo necesariamente opuesto al talón, es decir, situado en la zona distal de la lasca. Esta morfología no es arbitraria, pues ha sido preconcebida e ideada mediante una preparación especial del núcleo (incluida dentro del concepto más amplio denominado método Levallois); este tipo de preparación se conoce como predeterminación de la pieza antes de su extracción.
El segundo atributo que las distingue es el nervio que parte del ápice distal y se desarrolla hacia la zona proximal, sin que necesariamente tenga que llegar a ella. Sólo cuando existe ese nervio la pieza puede considerarse una Punta Levallois. Los estudios de la tecnología prehistórica (remontajes y experimentos de talla), demuestran que hay varios modos de obtener ese nervio, François Bordes propone uno según el cual, con una sola preparación previa, se obtienen dos puntas sucesivas que él llama «de primer orden» y «de segundo orden»; Jacques Tixier ofrece otras alternativas en las que no necesariamente se obtienen varias puntas sucesivas.
Debido a la necesaria y compleja preparación que conlleva obtener este tipo de piezas, las puntas Levallois se consideran útiles per se, sin necesidad de que se observe en ellas retoque o huellas de uso, sin embargo existe la posibilidad de que aparezcan retocadas, como ocurre con las denominadas puntas de El-Emireh y de Soyons, siendo la más abundante la punta musteriense que, a veces, también se fabrica sobre puntas levallois (aunque no necesariamente).